# Faqirwali
Faqirwali é uma cidade do Paquistão localizada na província de Punjab.